# 정국진 (축구인)

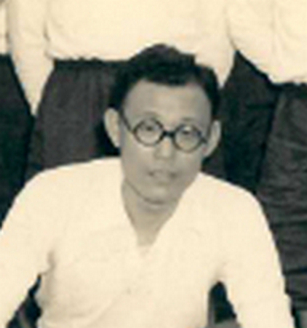

정국진(鄭國振, 1917년 1월 2일 ~ 1976년 2월 10일)은 전 대한민국의 축구 선수이자 축구 감독이다. 포지션은 공격수였다. 대한민국 축구 국가대표팀으로 활약하며 대한민국의 첫 A 매치 경기에서 정남식과 함께 골을 넣었다.
정국진은 1917년 1월 2일 체육선수 집안에서 태어났다. 대한민국 축구 국가대표팀의 일원으로 활약하며 1948년 하계 올림픽과 1954년 FIFA 월드컵에 참가했다. 그는 당시 경기를 할 때 안경을 쓰는 것으로 유명했다. 그의 포지션은 공격수였고, 양발을 쓸 줄 알아 왼쪽 윙으로 뛰기도 했다.
그는 3번 대한민국 축구 국가대표팀을 감독했는데(1959년~1960년, 1964년~1965년, 1968년), 1960년 하계 올림픽 예선, 1964년 하계 올림픽과 1968년 AFC 아시안컵 예선 대표팀을 맡았다.
1976년 2월 10일 별세하였으며 그는 죽기 전 잠시동안 대한축구협회의 부회장으로 있었다. 그는 정인자와 결혼했고, 미국으로 이민가 4명의 자녀(헬렌 정 서, 데이비드 정, 정철희, 조지프 정)와 8명의 손자와 손녀(유진 서, 트리시아 서 김, 토머스 정, 캐서린 Y. 정, 헨리 정, 캐롤 정, 대니얼 정, 새뮤얼 정, 한나 정)를 얻었다. 그들은 현재 미국 뉴욕의 트리스테이트 에어리어에 살고 있다.